# Aleksandr Stefanovitj
Aleksandr Stefanovitj (russisk: Алекса́ндр Бори́сович Стефано́вич) (født 13. december 1944 i Sankt Petersborg i Sovjetunionen, død 13. juli 2021 i Moskva i Rusland) var en sovjetisk filminstruktør, manuskriptforfatter og skuespiller.

## Filmografi
- Dusja (Душа, 1981)[1][2]
- Natjni snatjala (Начни сначала, 1985)